# Lisa Gretzky
Pour les articles homonymes, voir Gretzky.
Lisa Gretzky (née le 19 janvier 1971) est une femme politique canadienne. Elle est élue à l'Assemblée législative de l'Ontario lors des élections générales ontariennes de 2014 et réélue en 2018. Elle est la députée qui représente la circonscription électorale de Windsor-Ouest du caucus du Nouveau Parti démocratique de l'Ontario.